# Barbu Delavrancea
Barbu Delavrancea était un écrivain et homme politique roumain, élu membre de l'Académie roumaine en 1912.

## Biographie

### Origines
Barbu Delavrancea naquit fils de Ştefan Tudorică Albu le 11 avril 1858 dans le quartier de Vergului à Bucarest, le benjamin de quatre enfants. Sa famille paternelle est originaire de la province de Vrancea, dont l'étymologie serait liée aux Francs. Cette province inspira le pseudonyme qu'il utilisa à compter de 1884, Delavrancea. Son père, charretier, transportait des chargements de graines de la province vers la capitale. À l'école, on le connut un temps sous le nom de Barbu Ştefanescu (fils de Ştefan).

### Enfance
En 1867, son instituteur était Ion Vucitescu, qui fut, dit-on, le modèle qui inspira le personnage de Domnul Vucea, dans la nouvelle du même nom. En 1870, il entra grâce à une bourse à l'internat, où il se lia durablement d'amitié avec le peintre Nicolae Grigorescu et dont il décrivit plus tard la vie dans la nouvelle Bursierul [Le Boursier].

### Débuts littéraire et liens avec la France
En 1877, pour ses débuts littéraires, il publia dans România liberă une poésie intitulée Stanțe [Stances], dédiée à l'héroïsme des soldats roumains. La même année, il s'inscrivit à la faculté de droit de l'université de Bucarest pour achever ses études en 1882 et décida de parfaire son droit à Paris, d'où il relata dans România liberă ses commentaires sur les manifestations culturelles françaises. Il voyagea également en Italie et en Angleterre. En 1884, il revint de Paris sans avoir soutenu sa thèse, mais influencé par Zola et les naturalistes. Il s'inscrivit au barreau et donna des conférences, aidé en cela par son tempérament actif.
En 1885, il publia son premier recueil de nouvelles, Sultănica, puis en 1887, deux volumes de contes et nouvelles, Linişte [La Paix] et Trubadurul [Le troubadour]. Il créa également sa revue, Lupta literară, dans les pages de laquelle parut en 1903 Hagi-Tudose (Hadji Tudose). Toujours la même année, il se maria avec Marya Lupaşcu et la première de ses quatre filles naquit, la célèbre pianiste Cella Delavrancea.
En 1892, il publia Paraziții [Parasites], nouveau recueil de nouvelles, puis Între vis și viață en 1893.

### Essor de sa carrière politique
En 1894, alors au Parti Libéral, il fut élu député et, absorbé par sa carrière politique, n'écrivit plus jusqu'en 1903. En 1897, il quitta les libéraux pour les conservateurs et fut nommé maire de Bucarest en 1899. En 1902, au procès Caion (Constantin Alexandru Ionescu) contre Caragiale, il prononça un discours sur la condition de l'écrivain en Roumanie et remporta le procès. De 1910 à 1911, il fut ministre des travaux publics, puis ministre de l'industrie et du commerce. Là aussi, il est porté par son tempérament fougueux, parfois vers des positions extrêmes.
Sur ses talents d'orateur et la notoriété ainsi acquise se prononce Gheorghe Adamescu en ces termes : « Titu Maiorescu - après que Delavrancea se soit entiché de la politique conservatrice - l-a proclamé "le plus grand orateur de notre époque". Il est vrai qu'en action peu lui ressemblent ; il dispose du pouvoir de soulever les foules ; mais les discours lus ne produisent plus un effet identique ».

### Le succès au théâtre et les dernières campagnes
Le 4 février 1909 eut lieu la première de sa pièce Apus de soare [Coucher de soleil] : ce fut triomphe. Puis, la même année la seconde partie de sa trilogie dramatique, Viforul [Tempête de neige] et l'année suivante, le 14 mai, Luceafărul [L'étoile du berger]. En 1910 également, l'Académie roumaine décerna un prix à Apus de soare, soutenu par ses anciens adversaires politiques, Maiorescu, Nicolae Gane ou Alexandru Dimitrie Xenopol. En 1912, il devint à son tour membre de l'Académie. En 1914, il écrivit la pièce A doua conștiintă, influencée par la psychanalyse et représentée pour la première fois en 1985 au Théâtre national de Cluj.En 1916, il participe à la campagne électorale aux côtés de Take Ionescu, du prince Basarab Brâncoveanu et de Nicolae Titulescu pour soutenir la candidature d'Octavian Goga. Il décéda le 29 avril 1918 à Iași, isolé, arrivé tard parmi les derniers réfugiés à la suite de l'occupation allemande, sans avoir assisté à la Grande Union des provinces roumaines (le premier décembre 1918), dont il était un si fervent partisan.

## Œuvre et thèmes
Ses œuvres couvrent un large spectre social : de la banlieue bucarestoise au monde paysan, en passant par les personnages historiques. Dans ses nouvelles, il alterne les descriptions du monde paysan et de la société moderne, à l'instar de Zola ou des frères Goncourt. Ses personnages sont souvent à la marge de cette société : Zobie, le bossu du village, Vucea, l'instituteur odieux, Sultănica, la jeune paysanne bafouée par son amant.

## Traductions
La nouvelle Hagi-Tudose a été traduite sous le titre Hadji Tudose dans le recueil Nouvelles roumaines en 1962 par Constantin Boranesco. 
Sous le titre Hadji Tudose et en édition bilingue a été publiée, en 2016, la traduction en français par Gabrielle Danoux de trois nouvelles dont celle éponyme.

## Liste des principales œuvres
- Poiana Lungă - Amintiri [La longue clairière - Souvenirs], poésies, Bucarest, 1878 ;
- Sultănica [La petite sultane], recueil de nouvelles, Bucarest, 1885 ;
- Linişte [Le silence], Bucarest, 1887 ;
- Trubadurul [Le troubadour], recueil de nouvelles, Bucarest, 1887 ;
- Petre Ispirescu, essai, Bucarest, 1887 ;
- Paraziţii [Parasites], Bucarest, 1892 ;
- Între vis şi viaţă [Entre rêve et vie], Bucarest, 1893 ;
- Hagi-Tudose (Hadji Tudose), nouvelle, Bucarest, 1903 ;
- Apus de soare [Coucher de soleil], Bucarest, 1909; ediţia II, Bucureşti, 1912 ;
- Stăpânea odată [Jadis régnait], recueil de nouvelles, Bucarest, 1909 ;
- Viforul [Tempête de neige], théâtre, Bucarest, 1910 ;
- Luceafărul [L'étoile du berger], théâtre, Bucarest, 1910 ;
- Irinel, théâtre, Bucarest, 1912 ;
- Din estetica poeziei populare [De l'esthétique de la poésie populaire], essai, Bucarest, 1913 ;
- Hagi-Tudose, théâtre, Bucarest, 1913 ;
- Norocul dracului [La chance du diable], Bucarest, 1916 ;
- A doua conştiinţă [La deuxième conscience], théâtre, Bucarest, 1923 ;
- Opere [Œuvres], I-X, édition établie et préfacée par Emilia Şt. Milicescu, Bucarest, 1965-1979 ;
- Jurnal de război [Journal de guerre], écrits de guerre, édition établie et préfacée par Emilia Şt. Milicescu, Bucarest, 1972.